# Coslédaà-Lube-Boast
Coslédaà-Lube-Boast település Franciaországban, Pyrénées-Atlantiques megyében. Lakosainak száma 376 fő (2022. január 1.). Coslédaà-Lube-Boast Escoubès, Lannecaube, Lussagnet-Lusson, Monassut-Audiracq és Sévignacq községekkel határos.

## Népesség
A település népességének változása:
| Lakosok száma | 388  | 383  | 386  | 392  | 388  | 382  | 376  | 379  | 376  |
|               | 2013 | 2015 | 2016 | 2017 | 2018 | 2019 | 2020 | 2021 | 2022 |